# DIN 1301

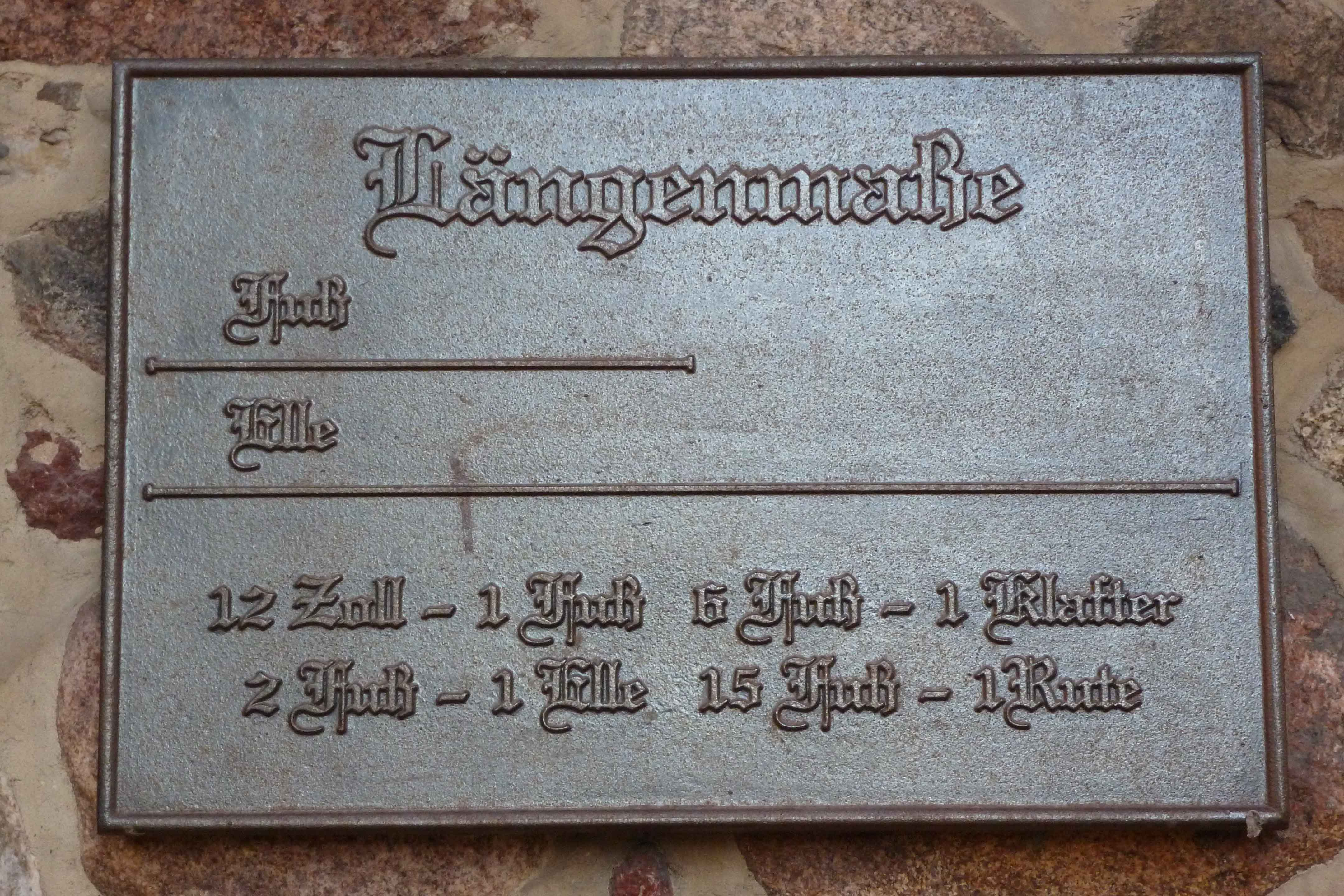
Frühe Form der Normung der Längeneinheiten für den Handel auf dem Markt in Meppen.

Die DIN 1301 gibt die in internationalen Vereinbarungen und in der deutschen Gesetzgebung festgelegten Maßeinheiten an. Diese sind inzwischen auch in der internationalen Norm ISO/IEC 80000 „Größen und Einheiten“ (Teile 1 bis 14) enthalten und werden unter dem Stichwort Internationales Einheitensystem (SI) ausführlich behandelt.
Historisch ausgehend von den inzwischen veralteten
- an die Körpergröße des Menschen angebundene Einheiten wie die Längeneinheit Fuß
- an Naturbeobachtungen angebundene Einheiten wie die Druckeinheit Physikalische Atmosphäre
- an Stoffeigenschaften angebundene Einheiten wie die Einheit der Wärme Kalorie

ist ein in Technik, Wissenschaft und Handel weitgehend weltweit anerkanntes System von Einheiten (SI–System – Système international d’unités) entstanden, das an festgelegte physikalische Konstanten angebunden ist. Außerdem erfordert es keine numerische Umrechnungen (Kohärenz); Beispiel für die Druckeinheit Pascal:
{\displaystyle \mathrm {1\;Pa=1\;kg\,m^{-1}s^{-2}} \;}  statt   {\displaystyle \;\mathrm {1\;atm=101\,325\;kg\,m^{-1}s^{-2}} }.
DIN 1301–1 enthält
- SI-Basiseinheiten
- Abgeleitete SI-Einheiten einschließlich der SI-Einheiten mit besonderem Namen
- Allgemein anwendbare Einheiten außerhalb des SI
- Dezimale Teile und Vielfache von Einheiten
- Einheitennamen einschließlich des deutschen Problems der Artikel
- Einheitenzeichen und ihre Schreibweise.

DIN 1301–2 führt physikalische Größen mit ihren gebräuchlichen Einheiten auf.
DIN 1301–3 nennt Umrechnungsfaktoren von Nicht-SI-Einheiten auf den heutigen Standard, so auch für das angloamerikanische Foot, die Physikalische Atmosphäre und fünf Faktoren für verschiedene Definitionen der Calorie.